# Jurij Szulatycki (ur. 1970)
Jurij Jurij-Josypowycz Szulatycki, ukr. Юрій Юрій-Йосипович Шулятицький, ros. Юрий Юрий-Иосифович Шулятицкий, Jurij Jurij-Iosifowicz Szulatycki (ur. 11 sierpnia 1970 w Iwano-Frankiwsku) – ukraiński piłkarz, grający na pozycji napastnika, a wcześniej pomocnika. Syn trenera Jurija Szulatyckiego.

## Kariera piłkarska

### Kariera klubowa
Rozpoczął karierę piłkarską w Prykarpattia Iwano-Frankiwsk. W 1989 występował w SKA Karpaty Lwów, gdzie jednocześnie służył w wojsku. Następnie kiedy wojskowy klub przeniósł się do Drohobycza, bronił barw miejscowej Hałyczyny. Po służbie w wojsku w 1991 został zaproszony do Metalista Charków. W 1992 powrócił do Prykarpattia Iwano-Frankiwsk, który występował w nowo utworzonej Wyszczej Lidze Ukrainy. W sezonie 1992-1993 bronił barw pierwszoligowego klubu Karpaty Lwów. Następnie występował w zespołach niższoligowych Chutrowyk Tyśmienica, Skała Stryj i Naftowyk Ochtyrka. W sezonie 1997-1998 powrócił do Wyższej Ligi w składzie Zirki Kirowohrad. Potem bronił barw klubów Wołyń Łuck, Dinaburg FC, Techno-Centr Rohatyn i Łukor Kałusz. W 2003 grał w amatorskiej drużynie Tepłowyk Iwano-Frankiwsk, w której zakończył karierę piłkarską.

## Inne
Po zakończeniu kariery piłkarskiej wyjechał do USA